# Kärrglansblomfluga
Kärrglansblomfluga (Orthonevra intermedia) är en tvåvingeart som först beskrevs av William Lundbeck 1916.  Kärrglansblomfluga ingår i släktet glansblomflugor, och familjen blomflugor.
Artens utbredningsområde är Danmark. Arten är reproducerande i Sverige. Inga underarter finns listade i Catalogue of Life.